# Amblyglyphidodon
Amblyglyphidodon es un género de peces perciformes de la familia Pomacentridae.

## Especies
Se reconocen las siguientes especies:
- Amblyglyphidodon aureus
- Amblyglyphidodon batunai
- Amblyglyphidodon curacao
- Amblyglyphidodon flavilatus
- Amblyglyphidodon indicus
- Amblyglyphidodon leucogaster
- Amblyglyphidodon melanopterus
- Amblyglyphidodon orbicularis
- Amblyglyphidodon ternatensis